# تونی مک‌نامارا
تونی مک‌نامارا (انگلیسی: Tony McNamara; ۳ اکتبر ۱۹۲۹ – ۳۰ مهٔ ۲۰۱۵) بازیکن فوتبال اهل بریتانیا بود.
از باشگاه‌هایی که در آن بازی کرده‌است می‌توان به باشگاه فوتبال بری، باشگاه فوتبال اورتون، باشگاه فوتبال لیورپول، و باشگاه فوتبال کرو آلکساندرا اشاره کرد.